# Accettura
Accettura ist eine Gemeinde mit 1602 Einwohnern (Stand 31. Dezember 2023) in der Provinz Matera in der italienischen Region Basilikata.
Der Ort liegt 82 km südlich von Matera. Die Nachbargemeinden sind Calciano, Campomaggiore (PZ), Cirigliano, Oliveto Lucano, Pietrapertosa (PZ), San Mauro Forte und Stigliano. 
Schon die Griechen siedelten in der Gegend von Accettura. Erstmals urkundlich erwähnt ist der Ort 906.